# Roumains de Croatie
La minorité roumaine de Croatie ou Roumains de Croatie (en roumain : Românii din Croația; en croate : Rumunji u Hrvatskoj) désigne la minorité ethnique roumaine vivant en Croatie.